# Élections législatives de 1951 en Indre-et-Loire
Les élections législatives françaises de 1951 se tiennent le 17 juin. Ce sont les deuxièmes élections législatives de la Quatrième République.

## Mode de scrutin
Représentation proportionnelle plurinominale suivant la méthode du plus fort reste dans 103 circonscriptions, conformément à la loi des apparentements : les listes qui se sont « apparentées » avant l'élection remportent tous les sièges de la circonscription si leurs voix ajoutées obtiennent la majorité absolue des suffrages exprimés. Il y a 629 sièges à pourvoir.
Le vote préférentiel est admis. 
Dans le département d'Indre-et-Loire, cinq députés sont à élire.

## Candidats

### Liste du Rassemblement du peuple français
| N° | Candidats | Candidats           | Parti | Principales fonctions                                                  |
| -- | --------- | ------------------- | ----- | ---------------------------------------------------------------------- |
| 01 |           | Joseph Marie Leccia | RPF   | Sénateur, médecin, professeur suppléant à l'Ecole de Médecine de Tours |
| 02 |           | Jean Royer          | RPF   | Instituteur à Sainte-Maure-de-Touraine                                 |
| 03 |           | Alexandre Thoreau   | RPF   | Contrôleur de traction à la SNCF                                       |
| 04 |           | Gilbert Buron       | RPF   | Cultivateur à Luzillé                                                  |
| 05 |           | Maurice Boucher     | RPF   | Ancien négociant                                                       |

### Liste du Parti communiste français
| N° | Candidats | Candidats         | Parti | Principales fonctions                                     |
| -- | --------- | ----------------- | ----- | --------------------------------------------------------- |
| 01 |           | Jean Guillon      | PCF   | Professeur, député sortant, conseiller municipal de Tours |
| 02 |           | Madeleine Boutard | PCF   | Cultivatrice, député sortant                              |
| 03 |           | Jean Bounin       | PCF   | Cheminot retraité, maire de Saint-Pierre-des-Corps        |
| 04 |           | Louis Biéret      | PCF   | Menuisier, Saint-Pierre-des-Corps                         |
| 05 |           | André Omasson     | PCF   | Cultivateur à La Chapelle-sur-Loire                       |

### Liste socialiste SFIO
| N° | Candidats | Candidats        | Parti | Principales fonctions |
| -- | --------- | ---------------- | ----- | --- |
| 01 |           | Jean Meunier     | SFIO  | Député sortant, ancien Ministre, adjoint au maire de Tours, Président du Comité départemental de Libération, Médaillé de la Résistance |
| 02 |           | André Quénard    | SFIO  | Instituteur, ancien député, Tours |
| 03 |           | Marcel Sionneau  | SFIO  | Agriculteur-viticulteur, adjoint au maire de Pocé-sur-Cisse                                                                            |
| 04 |           | Martial Boisseau | SFIO  | Préparateur en pharmacie, maire de Langeais                                                                                            |
| 05 |           | Marc Deschamps   | SFIO  | Agriculteur-viticulteur, maire de Civray-sur-Cher                                                                                      |

### Liste du Mouvement républicain populaire
| N° | Candidats | Candidats                 | Parti | Principales fonctions                                                                               |
| -- | --------- | ------------------------- | ----- | --------------------------------------------------------------------------------------------------- |
| 01 |           | Joannès Dupraz            | MRP   | Député sortant, ancien Ministre, journaliste                                                        |
| 02 |           | Louis Sevestre            | MRP   | Docteur en médecine, propriétaire-exploitant, ancien député, conseiller général, maire de Richelieu |
| 03 |           | Maurice Lemaigre-Dubreuil | MRP   | Agriculteur-exploitant, maire de Mouzay, conseiller général du canton de Ligueil                    |
| 04 |           | Jean Voisin               | MRP   | Maire de Château-la-Vallière, conseiller général, ingénieur chimiste                                |
| 05 |           | Pierre Lepage             | MRP   | Employé de commerce, adjoint au maire de Tours                                                      |

### Liste paysanne ayant seule l'investiture de l'Union des indépendants, des paysans et des républicains nationaux
| N°     | Candidats | Candidats       | Parti | Principales fonctions                                                                      |
| ------ | --------- | --------------- | ----- | ------------------------------------------------------------------------------------------ |
| 01     |           | Jacques Vassor  | CNIP  | Agriculteur à Saint-Antoine-du-Rocher, conseiller général du canton de Neuillé-Pont-Pierre |
| 02     |           | Henri de Marsay | CNIP  | Agriculteur, maire de Chemillé-sur-Indrois                                                 |
| 03     |           | Pierre Deruet   | CNIP  | Agriculteur                                                                                |
| 04CNIP |           | Arsène Denis    | CNIP  | Viticulteur à Sainte-Maure-de-Touraine                                                     |
| 05     |           | Léon Pinard     | PPUS  | Agriculteur                                                                                |

### Liste du Parti républicain radical et radical-socialiste
| N° | Candidats | Candidats          | Parti   | Principales fonctions                                                                          |
| -- | --------- | ------------------ | ------- | ---------------------------------------------------------------------------------------------- |
| 01 |           | Pierre Souquès     | Radical | Docteur en droit, chef de cabinet de Gaston Monnerville, Président du Conseil de la République |
| 02 |           | Émile Gounin       | Radical | Industriel, conseiller général, maire d'Amboise                                                |
| 03 |           | Maurice Constantin | Radical | Agriculteur, maire-adjoint de Ligré                                                            |
| 04 |           | Raymond Patry      | Radical | Conseiller général du canton de Loches, maire de Beaulieu-lès-Loches                           |
| 05 |           | Georges Thauraux   | Radical | Propriétaire-viticulteur, conseiller général du canton de Bourgueil, maire de Restigné         |

### Liste du Rassemblement des groupes républicains et indépendants français
| N° | Candidats | Candidats                        | Parti | Principales fonctions                                                               |
| -- | --------- | -------------------------------- | ----- | ----------------------------------------------------------------------------------- |
| 01 |           | Georges Finaud                   | RGRIF | Journaliste                                                                         |
| 02 |           | Jean Massabet                    | RGRIF | Importateur                                                                         |
| 03 |           | Robert Pimienta                  | RGRIF | Journaliste, ancien résistant, ancien membre de l'Assemblée consultative provisoire |
| 04 |           | Florence Brown, dite Black Brown | RGRIF | Directrice artistique                                                               |
| 05 |           | Jean Ortusi                      | RGRIF | Ingénieur                                                                           |

## Élus
| Député sortant    | Parti | Parti | Député élu ou réélu | Parti | Parti   |
| ----------------- | ----- | ----- | ------------------- | ----- | ------- |
| Jean Guillon      |       | PCF   | André Quénard       |       | SFIO    |
| Madeleine Boutard |       | PCF   | Pierre Souquès      |       | Rad soc |
| Jean Meunier      |       | SFIO  | Jean Meunier        |       | SFIO    |
| Joannès Dupraz    |       | MRP   | Joannès Dupraz      |       | MRP     |
| Raymond Moussu    |       | MRP   | Jacques Vassor      |       | CNIP    |

## Résultats

### Résultats à l'échelle du département
- Les listes de la SFIO, du MRP, du CNIP, Rad soc et du RGR se sont apparentées.
- Leurs voix cumulées représentant plus de 50% des exprimés, tous les sièges sont répartis à la proportionnelle entre les partis apparentés.

| Parti    | Parti     | Tête de liste       | Résultats | Résultats | Sièges |  |
| Parti    | Parti     | Tête de liste       | Voix      | %         |        |  |
| -------- | --------- | ------------------- | --------- | --------- | ------ |  |
|          | RPF       | Joseph Marie Leccia | 39 450    | 24,28     | 0      |  |
|          | PCF       | Jean Guillon        | 36 722    | 22,60     | 0      |  |
|          | SFIO *    | Jean Meunier        | 27 715    | 17,06     | 2      |  |
|          | MRP *     | Joannès Dupraz      | 21 803    | 13,42     | 1      |  |
|          | CNIP *    | Jacques Vassor      | 18 107    | 11,14     | 1      |  |
|          | Rad soc * | Pierre Souquès      | 14 830    | 9,13      | 1      |  |
|          | RGRIF *   | Georges Finaud      | 3 859     | 2,38      | 0      |  |
|          |           |                     |           |           |        |  |
| Inscrits | Inscrits  | Inscrits            | 215 564   | 100,00    | 5      |  |
| Votants  | Votants   | Votants             | 168 975   | 78,39     |        |  |
| Exprimés | Exprimés  | Exprimés            | 162 486   | 96,16     |        |  |